# Hondsdraf
Hondsdraf (Glechoma hederacea) is een kruipende, geurende plant die behoort tot de lipbloemenfamilie (Lamiaceae). De plant komt in het wild zeer algemeen voor en wordt ook wel als bodembedekker aangeplant.

## Vorm, verspreiding en bloeiwijze
De plant wordt 15-60 cm groot, de vierkante stengel is liggend tot rechtopstaand en wortelt op de knopen. De bladeren zijn niervormig met een gekartelde rand. Hoe zonniger de standplaats, des te kleiner de bladeren. Van maart tot juni zijn paars-blauwe bloemen te zien die in een schijnkrans staan. De onderlip is aan het einde in tweeën gespleten en de bovenlip is vlak en niet bol. Er zijn tweeslachtige en functioneel vrouwelijke exemplaren. De laatste hebben duidelijk veel kleinere bloemen. 
Hondsdraf komt voor in Eurazië en is in West-Europa heel algemeen. Het hoogtepunt van de bloei valt in Nederland en België in april. In het voorjaar is ook de kleur van het blad min of meer paars en kunnen de planten hun groeiplaats van een duidelijk paarse gloed voorzien. De kleur hangt samen met de temperatuur. In de zomer is de plant groen. Ook in de winter draagt de plant bladeren.

## Ecologie
De plant komt in allerlei soorten begroeiingen voor, overal waar voldoende humus en vocht is kan hij worden aangetroffen. De plant groeit zelfs als epifyt in bijvoorbeeld knotwilgen.
Op hondsdraf vliegt een aantal solitaire bijen: andoornbij (Anthophora furcata), bosmetselbij (Osmia uncinata), blauwe metselbij (Osmia caerulentes), gewone sachembij (Anthophora plumipes), gouden slakkenhuisbij (Osmia aurulenta), grote wolbij (Anthidum manicatum) en kattenkruidbij (Anthophora quadrimaculata).

## Naam
De naam is een volksetymologische vervorming van Middelnederlands goutdraue (lees: gontdrāve), wat ‘zweerrank, wondkruid’ betekent en een samenstelling uit *gont ‘zweer, etter’ en *rave ‘rank’ is. Dit woord is verwant met gewestelijk Duits Gundelrebe en waarschijnlijk de Gotische persoonsnaam Gunderaba.

## Relatie met de mens
De plant is winterhard en wordt in siertuinen wel gebruikt als bodembedekker. Er is ook een bontbladige cultivar, Glechoma hederacea 'Variegata', die iets minder koudebestendig is. De soort kan woekeren, maar is goed in toom te houden. Hondsdraf is ook toepasbaar in staande en hangende plantenbakken.
Van verse hondsdraf kan 'thee' worden getrokken met een aangenaam kruidige smaak die ligt tussen die van groentenat en munt. De plant werd als geneeskrachtig kruid toegepast bij luchtwegklachten, jeuk en verwonding. Door de Saksen werd het gebruikt bij het brouwen van bier.

## Afbeeldingen

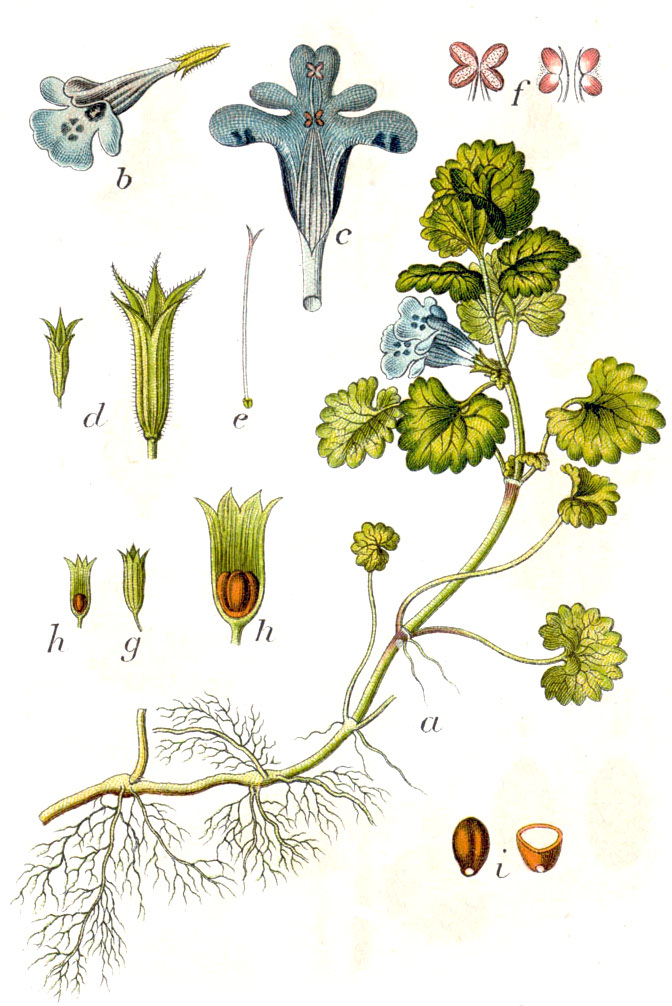
Plantkundige tekening
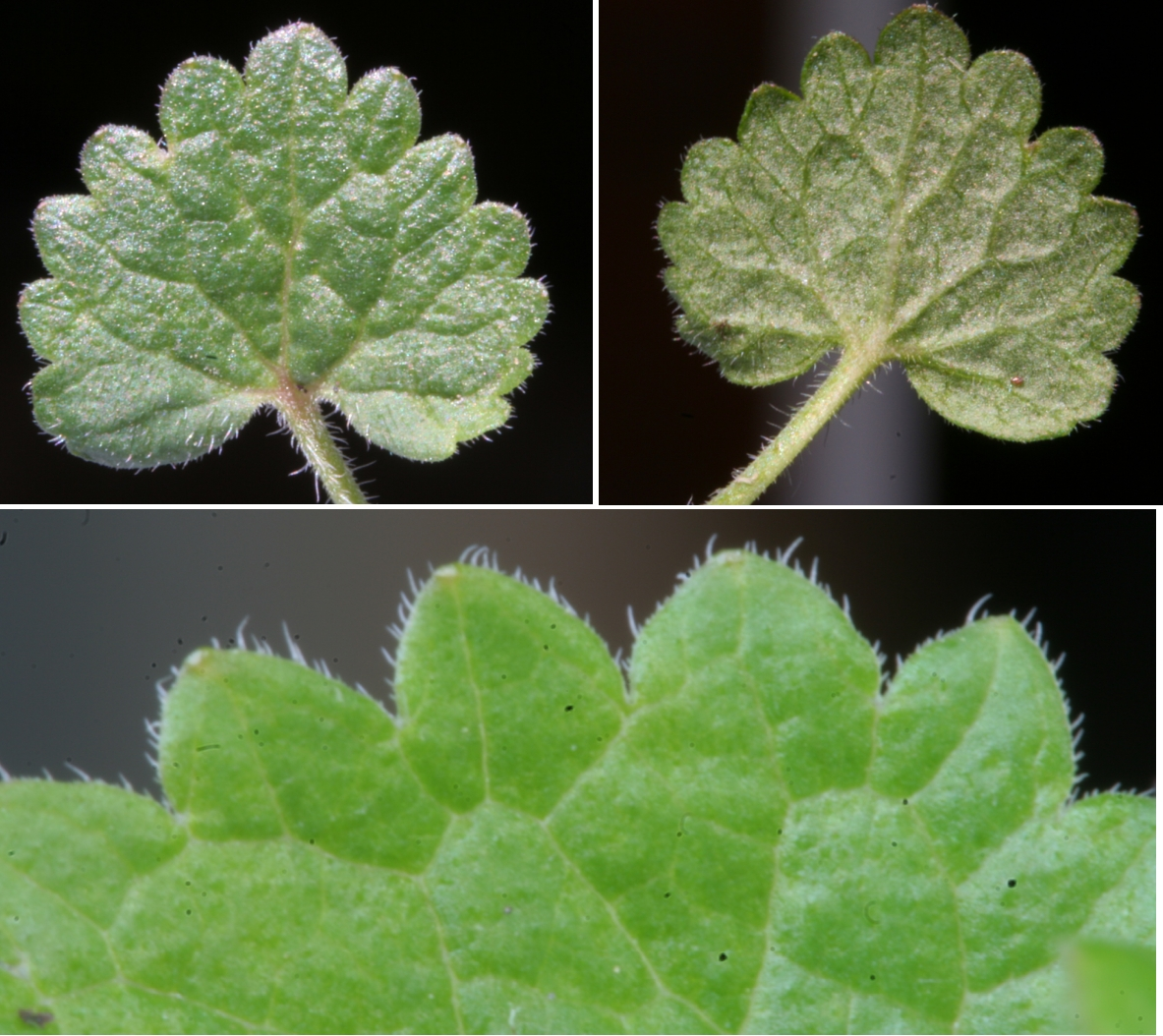
Blad
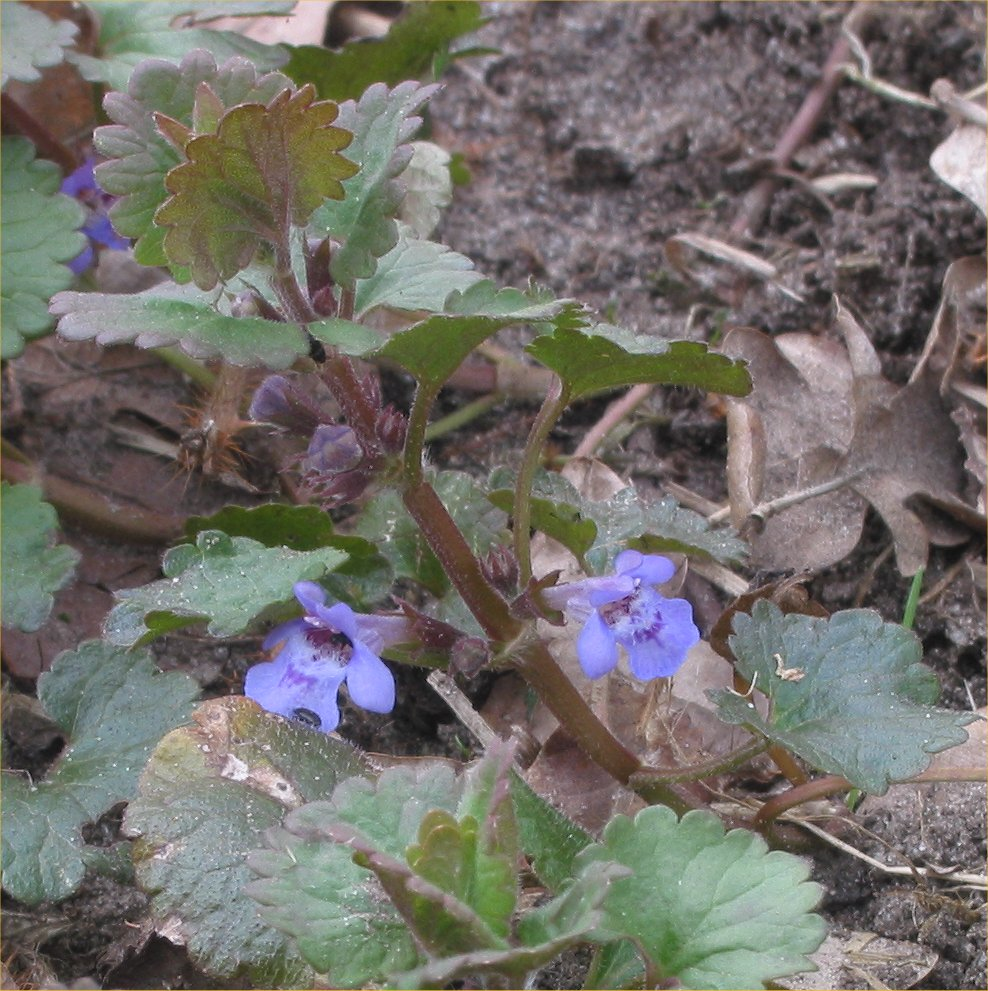
Bloeiwijze
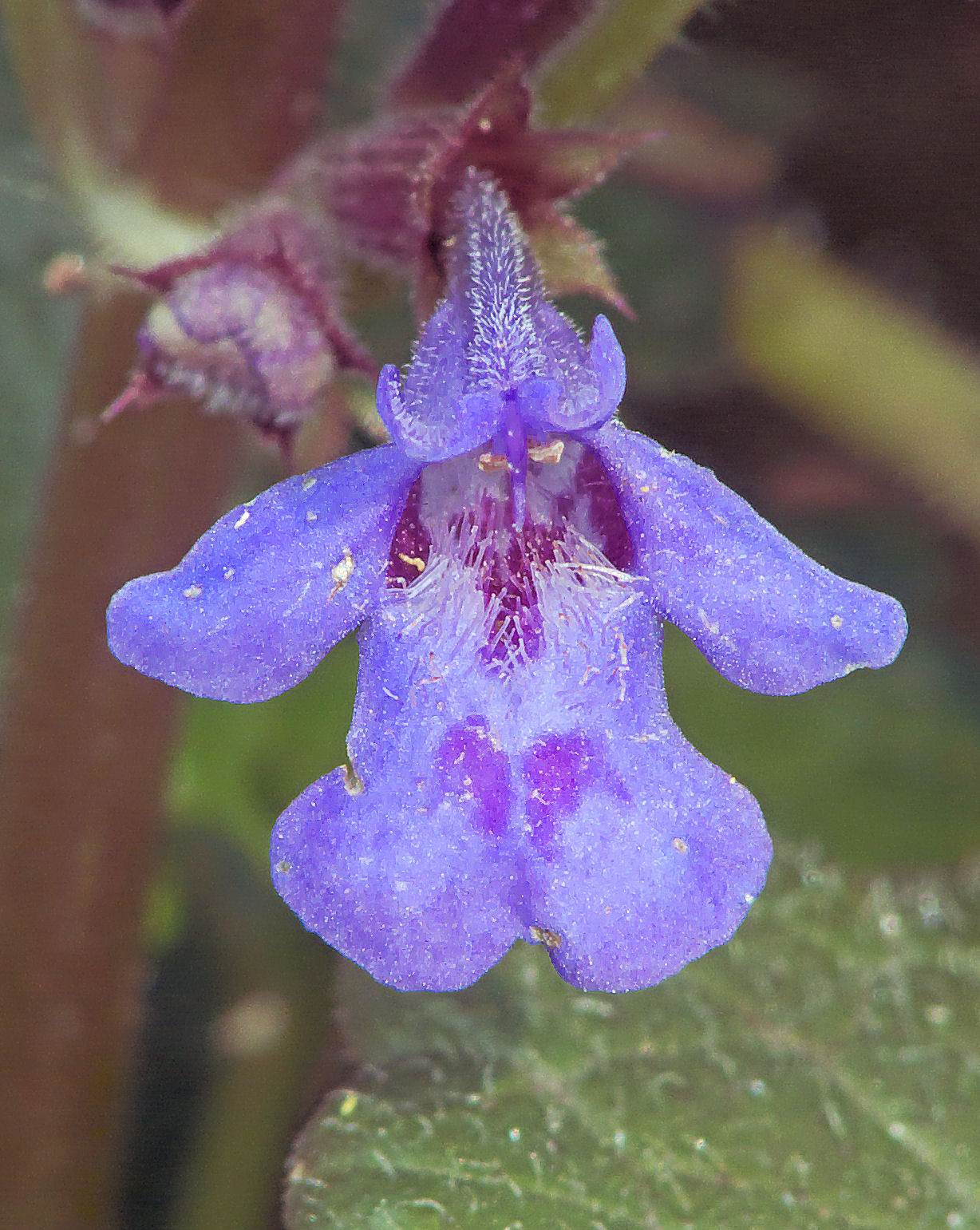
Bloemkroon
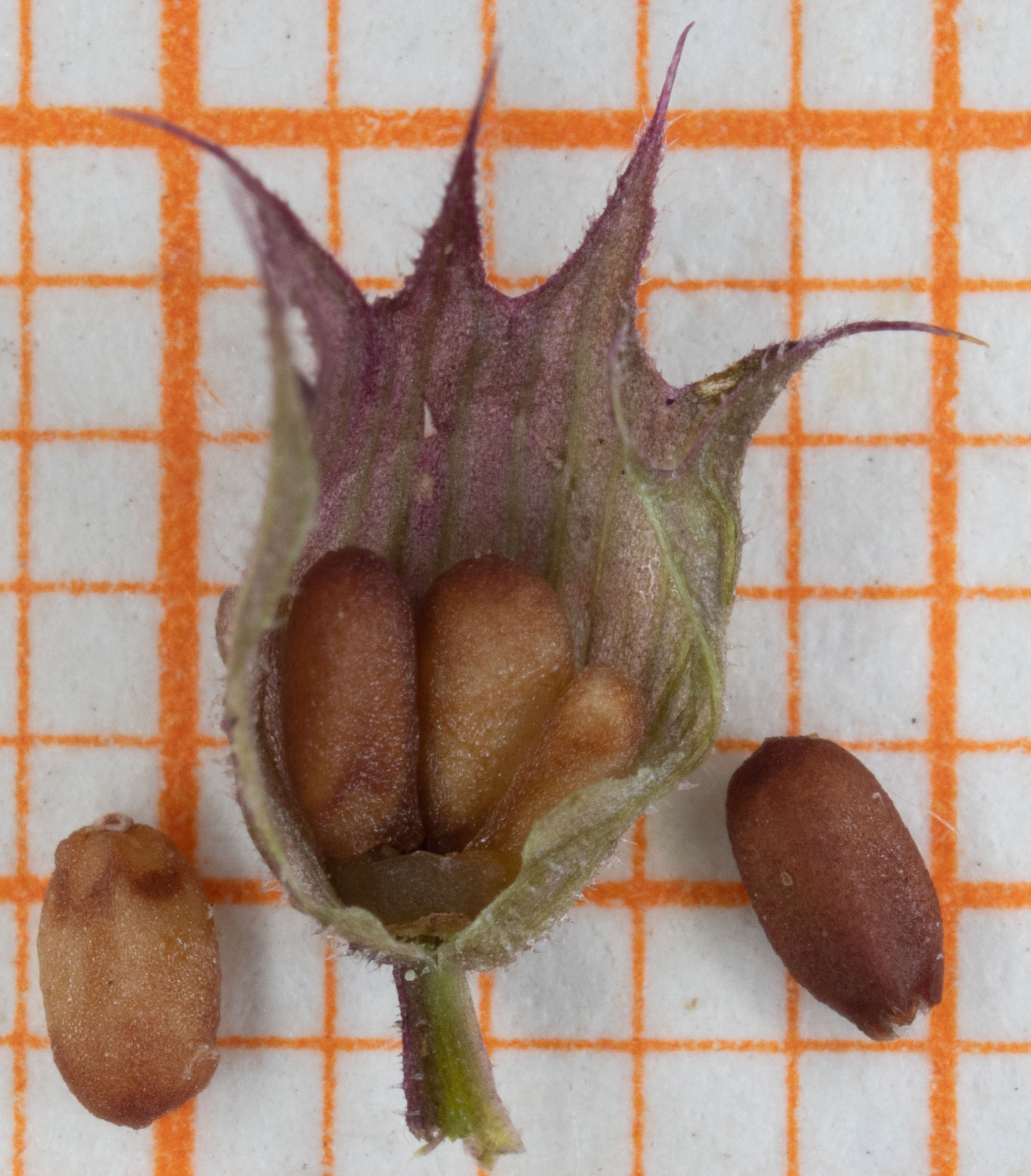
Zaden
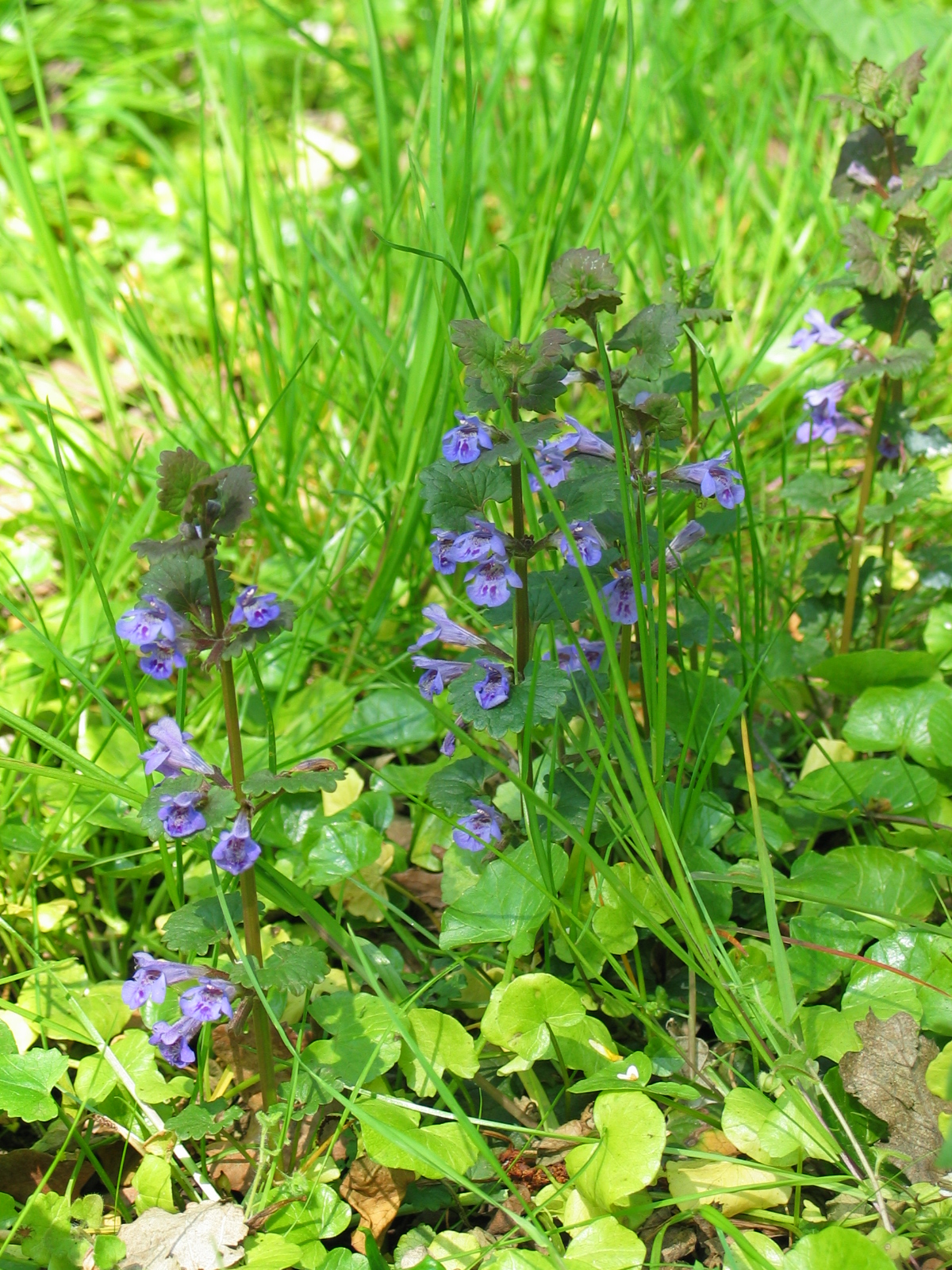
Plant en omgeving